# Козлюк, Артём Валерьевич
Артём Валерьевич Козлюк  (род. 31 января 1979, Череповец, Вологодская область) — российский общественный и политический деятель, правозащитник, интернет-активист. Основатель и руководитель общественной организации «Роскомсвобода».
На протяжении своей общественной деятельности исследует российское законодательство в сфере интернета и технологий, активно выступает за соблюдение прав пользователей интернета и развитие инструментов электронной демократии, против интернет-цензуры, неправомерной онлайн-слежки и других нарушений цифровых прав и свобод российских граждан.

## Биография
В 2001 году закончил Череповецкий военный инженерный институт радиоэлектроники.
С 1996 по 2003 год проходил службу в Вооружённых силах Российской Федерации.
В феврале 2011 года вступил в Пиратскую партию России. С сентября 2011 года — директор Пиратской партии России, с лета 2012 года — член штаба Федерального Конвента, затем — член Контрольно-ревизионной комиссии партии.
В 2012 организовал разработку общественного проекта «Концепция развития электронной демократии в России».
1 ноября 2012 года вместе совместно с Саркисом Дарбиняном, Станиславом Шакировым и Натальей Малышевой основал проект «Роскомсвобода», который впоследствии перерос в общественную организацию.
В апреле 2013 года стал учредителем и членом правления Ассоциации пользователей Интернета.
Летом 2013 года выступил инициатором и автором петиции по отмене «антипиратского закона», размещенной на сайте Российской общественной инициативы, одной из первых в короткие сроки преодолевшей рубеж 100 тысяч подписей на официальном портале.
С 2014 по 2023 год являлся членом правления РОЦИТ.
В 2015 году в составе участников «Роскомсвободы» основал Центр защиты цифровых прав.
С сентября 2019 года является членом Экспертного совета Комитета Государственной Думы по информационной политике, информационным технологиям и связи.